# آدم ووكر (لاعب كرة قدم أمريكية)
آدم ووكر (بالإنجليزية: Adam Walker)‏ هو لاعب كرة قدم أمريكية أمريكي، ولد في 9 أبريل 1963 في نيويورك في الولايات المتحدة.

## وصلات خارجية
- آدم ووكر على موقع مرجع كرة القدم المحترفة.كوم (الإنجليزية)